# Lanțul muntos din Iordania
Lanțul muntos iordanian se extinde la nord și la sud prin partea de vest a țării, între depresiunea Mării Roșii-Marea Moartă la vest și un platou la est. Lanțul muntos adăpostește cea mai mare parte a populației Iordaniei și a orașelor mari.

## Geografie
Lanțul muntos iordanian se extinde aproximativ 300 km de la nord la sud. Zonele muntoase sunt mărginite la nord de valea adânc incizată a râului Yarmouk, care face parte din granița dintre Iordania și Siria. Munții se extind la sud până la granița Iordaniei cu Arabia Saudită. De pe platou spre est, zonele muntoase apar ca o serie de dealuri. La vest, zonele muntoase scad abrupt la 1.000 de metri sau mai puțln până la Depresiunea tectonică a Iordanului, care conține râul Iordan și Marea Moartă, un lac salin cu o suprafață sub nivelul mării.
Altitudinea vârfurilor superioare variază de la peste 1.200 de metri în nord la 1.700 de metri la Jebel Mubarak în sud. Zonele muntoasa sunt strabătute de mai multe wadis-uri est-vest, sau canioane, sculptate de fluxuri permanente sau intermitente. Wadisul nordic se golește în râul Iordan, care se varsă spre sud în Marea Moartă. Wadis-ul sudic se golește în Wadi Araba, care se varsă spre nord în Marea Moartă.
Zonele muntoase sunt împărțite în trei porțiuni principale. Partea de nord se numește Sawad al-Urdunn, „terenul arabil al [râului] Iordan”, și se află între râul Yarmouk la nord și râul Zarqa la sud. Ambele râuri sunt afluenți ai râului Iordan. Irbid, al doilea oraș ca mărime al Iordaniei și Ajloun sunt cele mai mari orașe din această parte.
Partea centrală este Înălțimile Balqa, care se extind de la râul Zarqa la sud până la Wadi al-Mujib. Wadi-al-Mujib se varsă în Marea Moartă. Amman, capitala Iordaniei și cel mai mare oraș și cel mai mare oraș din zonele muntoase, se află în această parte, la fel ca și orașele Al-Salt și Madaba.
Partea de sud se numește Bilad al-Sharat sau Jabal al-Sharat. Al-Karak este cel mai mare oraș din această porțiune, aproape de capătul sudic al Mării Moarte. Orașul antic Petra se află, de asemenea, în această parte a munților, pe partea de vest a munților cu care se confruntă Wadi Araba.

## Geologie
Zonele muntoase s-au format prin evenimente tectonice relativ recente (Neogen–Cuaternar), deoarece marginea nord-vestică a Plăcii Arabe⁠(<span title="Placa Arabă|Plăcii Arabe la Wikidata">d) a fost înălțată pe măsură ce se mișca spre nord și în sensul acelor de ceasornic.

## Clima
Clima ținutului muntos variază de la nord la sud și după altitudine. Spre nord și vest și la altitudini mai mari predomină un climat mediteranean, cu ierni ploioase blânde și veri calde și uscate. Un climat deșertic predomină spre est și sud și la altitudini mai mici. Sezonul ploios se extinde din octombrie până în mai, cu cele mai multe precipitații între noiembrie și martie. Precipitațiile variază de la 600 mm anual în munții nordici până la 50 mm în zonele muntoase cele mai sudice și în platoul deșertului estic.

## Ecologie

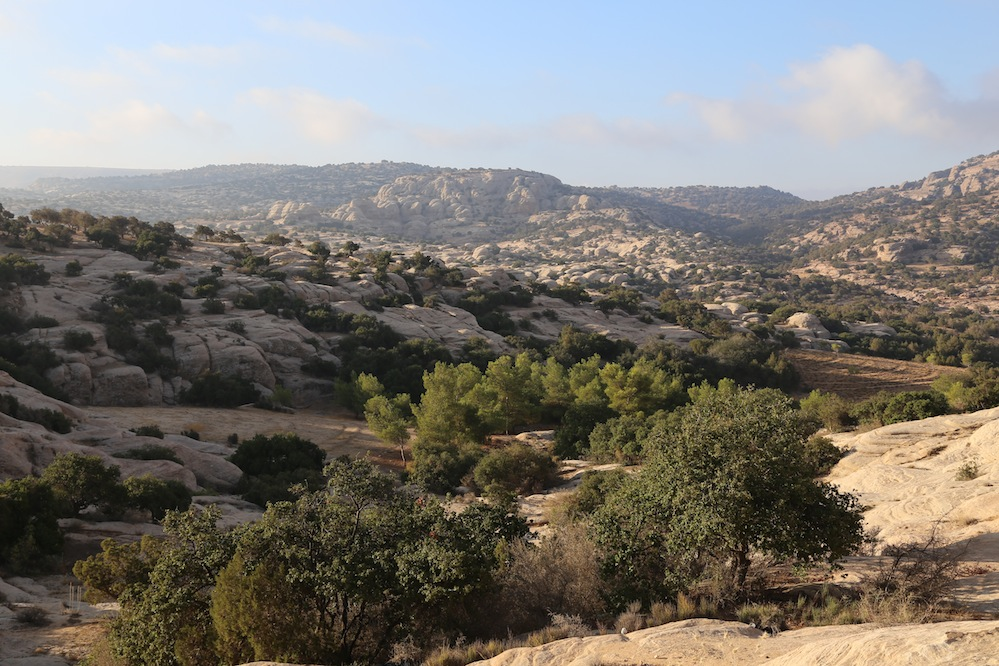
Pădure în Rezervația Naturală Dana

Pantele vestice și cele mai înalte altitudini sunt semi-aride până la semi-umede, cu precipitații medii anuale de 350 mm sau mai mult. Vegetația naturală a fost pădure mediteraneană, pădure, și tufăriș, care apar la peste 700 de metri altitudine în nord-vest, și între 900 și 1700 de metri altitudine în sud-vest. Pădurile și pădurile deschise se găsesc în părțile nordice și sudice ale munților. Arborii din pădurile nordice includ Pinul de Alep (Pinus halepensis), stejarii veșnic verzi (Quercus calliprinos, Quercus infectoria și Quercus aegilops și Arbutus andrachne. Pădurile din zonele muntoase sudice includ Quercus calliprinos, chiparos (Cupressus sempervirens), ienupăr (Juniperus phoenicea) și fistic (Pistacia atlantica). În pădurile sudice, stejarii se găsesc pe soluri derivate din calcar, cu păduri deschise de ienupăr care cresc peste gresie. În zonele muntoase sudice există arbuști de păducel sălbatic (Crataegus azarolus), migdale (Amygdalus communis, fistic și păduri de salcâm cu Acacia spirocarpa, și Acacia raddiana, în zona de tranziție dintre păduri și păduri și stepă de altitudine inferioară.  Pădurile au fost reduse ca suprafață și degradate de secole de defrișări și pășunat excesiv cu animalele.
O zonă de stepă semi-aridă se află între 600 și 800 de metri altitudine pe versantul estic al munților, unde precipitațiile sunt cuprinse între 200 și 350 mm anual. În munții sudici mai uscați, zona de stepă estică se întinde până la 1100 sau 1200 de metri altitudine. Există o zonă de stepă mai îngustă pe versanții vestici între pădurile mediteraneene de altitudine superioară și deșerturile de altitudine inferioară din depresiunea tectonică a Iordanului. Plantele predominante de stepă sunt arbuștii mici, în special Artemisia herba-alba, și ierburile.
Vegetația deșertică se găsește în depresiunea tectonică a Iordanului, în zonele muntoase sudice și în platoul estic, unde precipitațiile medii anuale sunt de 200 mm sau mai puțin.